# Marsileaceae
Ver Pteridophyta para una introducción a las plantas vasculares sin semilla
Las marsileáceas (nombre científico Marsileaceae) son una familia de helechos del orden Marsileales, que en la moderna clasificación de Christenhusz et al. 2011 son monofiléticas.

## Taxonomía
Introducción teórica en Taxonomía
La clasificación más actualizada es la de Christenhusz et al. 2011 (basada en Smith et al. 2006, 2008); que también provee una secuencia lineal de las licofitas y monilofitas.
- Familia 16. Marsileaceae Mirb. in Lam. & Mirb., Hist. Nat. Vég. 5: 126 (1802). Sinónimo: Pilulariaceae Mirb. ex DC., Essai Propr. Méd. Pl.: 48 (1804).

3 géneros (Marsilea, Pilularia, Regnellidium). Referencias: Nagalingum et al. (2008), Pryer (1999), Pryer & Hearn (2009), Schneider & Pryer (2002).

### ClasificaciónsensuSmithet al.2006
Ubicación taxonómica:
Plantae (clado), Viridiplantae, Streptophyta, Streptophytina, Embryophyta, Tracheophyta, Euphyllophyta, Monilophyta, Clase Polypodiopsida, Orden Salviniales, familia Marsileaceae.
Sinónimo: "Helechos trébol".
Incluye Pilulariaceae.
3 géneros:
- Marsilea
- Pilularia
  - Pilularia minuta
- Regnellidium

Unas 75 especies.

## Filogenia
Introducción teórica en Filogenia
Monofilético (Hasebe et al. 1995, Pryer 1999, Nagalingum et al., datos no publicados, citados en Smith et al. 2006). 
Hennipman (1996) incluyó a Salvinia y Azolla dentro de Marsileaceae, pero en esta clasificación se incluyen dentro de su propia familia Salviniaceae, porque las esporas de las marsileáceas difieren notablemente de las de las salviniáceas (Schneider y Pryer 2002).

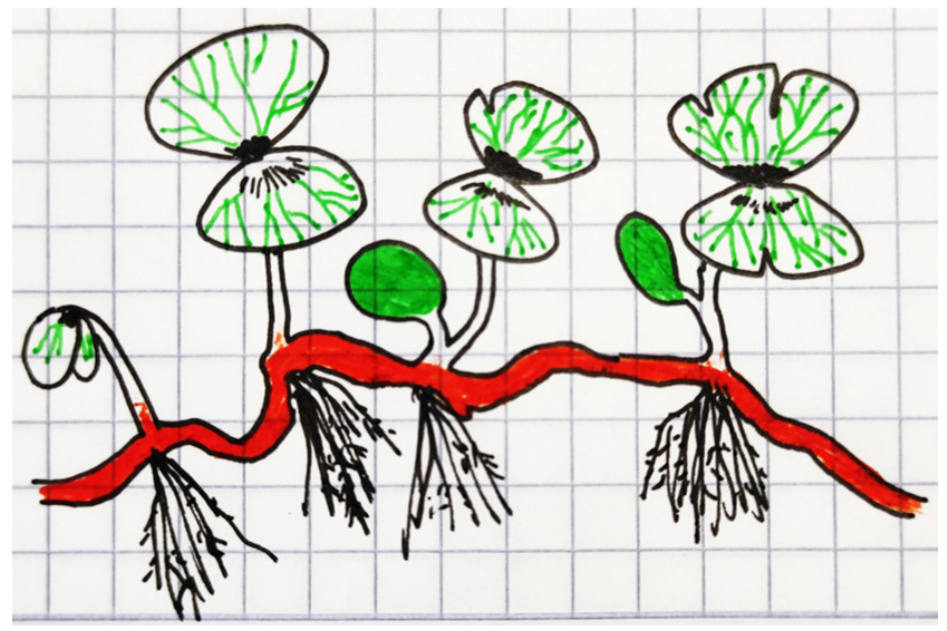
Regnellites nagashimae, especie extinta de Marsileaceae

## Ecología
Plantas acuáticas arraigadas al sustrato por las raíces. Se las encuentra en aguas estancadas, poco profundas, o en estanques primaverales, con hojas flotantes o emergentes.
Subcosmopolitas.

## Caracteres
Con las características de Pteridophyta.
Tallos usualmente largamente rastreros, esbeltos, usualmente con pelos.
Pinas 4 (Marsilea), 2 (Regenllidium) o 0 (Pilularia) por hoja. Venas ramificadas dicotómicamente pero usualmente fusionándose en las puntas. 
Soros nacidos en esporocarpos con pie, con forma de poroto (Nagalingum et al. 2006). Los esporocarpos emergen de los rizomas o de la base de los pecíolos. Uno a muchos esporocarpos por planta. 
Plantas heterospóricas, con microsporas y macrosporas. 
Microsporas globosas, trilete.
Megasporas globosas, cada una con una "acrolamella" posicionada sobre la apertura de la exina (Schneider y Pryer 2002).
Perina gelatinosa.
Número de cromosomas x = 10 (Pilularia), 20 (Marsilea).

### Otros proyectos wikimedia
- Wikimedia Commons alberga una categoría multimedia sobre Marsileaceae.
- Wikispecies tiene un artículo sobre Marsileaceae.